# Гурко, Александра Владимировна
Гурко (Верещагина) Александра Владимировна (бел. Аляксандра Уладзіміраўна Гурко (Верашчагіна); род. 7 октября 1961) — белорусский историк, религиовед, этнолог. Доктор исторических наук, доцент.

## Биография
Родилась в г. Минске, БССР
В 1983 году окончила исторический факультет БГУ.
В 1983—1986 годах обучалась в аспирантуре Института искусствоведения, этнографии и фольклора им. К. Крапивы Национальной академии наук Белоруссии.
В 1993 году в Институте искусствоведения, этнографии и фольклора НАН Республики Беларусь под научным руководством кандидата исторических наук Л. И. Минько защитила диссертацию на соискание учёной степени кандидата исторических наук по теме «Религиозное сектантство и его влияние на культуру и быт верующих в БССР». (специальность 07.00.07 — этнография, этнология, антропология). Официальные оппоненты: доктор исторических наук, профессор Р. П. Платонов и кандидат исторических наук, доцент М. Ф. Пилипенко. Оппонирующая организация — Институт искусствоведения, фольклора и этнографии им. М. Ф. Рыльского АН УССР, Львовское отделение.
В 2003 году в Институте искусствоведения, этнографии и фольклора имени К. Крапивы НАН Республики Беларусь защитила диссертацию на соискание учёной степени доктора исторических наук по теме «Христианские праздники в Беларуси: генезис, эволюция, особенности» по специальности 07.00.07 (специальность 07.00.07 — этнография, этнология, антропология).
С декабря 1995 года работает в отделе этнологии в ИИЭФ им. К.Крапивы НАН Беларуси (в 2012 году ИИЭФ им. К.Крапивы вошла в состав Центра исследований белорусской культуры, языка и литературы НАН Беларуси), сначала в должности научного, старшего, затем ведущего научного сотрудника, с 2006 г. и до настоящего времени — зав. отделом народоведения.
С 2005 по 2021 год работала в составе экспертного совета ВАК Беларуси. Проблематика фундаментальных исследований Гурко (Верещагиной) А.В. включает изучение особенностей церковной жизни белорусов (православных, католиков и протестантов), истории конфессий на территории Беларуси, современной конфессиональной структуры белорусского общества, роли, места и особенностей религиозной обрядности в современном белорусском обществе.
За время научной деятельности А.Вл. Гурко (Верещагиной) было опубликовано около 200 научных работ, в числе которых книги "Христианские праздники, обряды и таинства в Беларуси (Мн., 2018); «Праздники, обряды и таинства в жизни христиан Беларуси в прошлом и настоящем»; учебные пособия для руководителей учреждений образования, педагогов, учителей: «Гiсторыя канфесiй у Беларусi: мiнулае i сучаснасць», «Праваслаўныя святы на Беларусі», «Хрысціянскія святы на Беларусі».
Результаты и материалы исследования А.Вл. Гурко (Верещагиной) были использованы для написания разделов коллективных монографий «Беларусы. Т. 6. Грамадскія традыцыі» (Мн., 2002), «Беларусы. Т.10. Славянскія этнакультурныя традыцыі» (Мн., 2007); «Беларусь на мяжы тысячагоддзяў» (Мн., 2000), «Беларусы. Сучасныя этнакультурныя працэсы» (Мн., 2009); научно-популярной книги «Кто живёт в Беларуси» и учебного пособия «Этналогія Беларусі: Традыцыйная культура насельніцтва ў гістарычнай перспектыве».
Александра Гурко является автором идеи создания фундаментальной научной серии «Этнокультурные процессы в регионах Беларуси»: «Этнокультурные процессы в Восточном Полесье в прошлом и настоящем» (Мн., 2010); «Этнокультурные процессы в Гродненском Понеманье в прошлом и настоящем» (Мн., 2014); «Этнокультурные процессы в Центральной Беларуси в прошлом и настоящем» (Мн., 2016); «Этнокультурные процессы в Белорусском Подвинье в прошлом и настоящем» (Мн., 2017); «Этнокультурные процессы в Западном Полесье в прошлом и настоящем» (Мн., 2020). В каждой из книг серии она является автором о конфессиональных процессах.

## Награды
- Премия «За духовное Возрождение» (8 января 2009 года)— за активную подвижническую деятельность в гуманитарной области, направленную на развитие прогрессивных художественно-нравственных традиций, способствующих установлению духовных ценностей, идей дружбы и братства между людьми разных национальностей и вероисповеданий[1].